# Овідіу Гацеган
Овідіу Гацеган (рум. Ovidiu Haţegan, нар. 17 липня 1980, Арад, Румунія) — румунський арбітр, обслуговуває матчі Ліги I з 2006 року. З 2008 року — арбітр ФІФА. З 2008 року обслуговує матчі Ліги чемпіонів УЄФА.

## Кар'єра судді
На початку міжнародної кар'єри обслуговував матчі Ліги Європи УЄФА та Кубка Інтертото, у 2009 обслуговував матчі юнацького чемпіонату Європи, серед них:
- Словенія - Швейцарія (1:2)
- Туреччина - Іспанія (1:2)

Гацеган обслуговував відбіркові матчі до Євро-2012 та Євро-2016, а також відбіркові матчі до чемпіонату світу 2014 року.
1 березня 2016 увійшов до складу суддівської бригади для обслуговування матчів чемпіонату Європи з футболу 2016.
Влітку 2016 обслуговував матчі чоловічого Олімпійського турніру в Ріо-де-Жанейро.

## Особисте життя
Гацеган отримав спеціальність медицина в університеті Віктора Бабеша в Тімішоарі. Пізніше він викладав анатомію англійською мовою в Західному університеті Василя Голдіша у своєму рідному місті.
Гацеган одружився зі своєю дружиною Ніколеті у 2009 році. Пара виховує двох дітей.

## Матчі національних збірних
| Дата              | Місце проведення                | Збірні                        | Рахунок | Турнір               | ЖК | YK · YK · RK | RK |
| ----------------- | ------------------------------- | ----------------------------- | ------- | -------------------- | -- | ------------ | -- |
| 29 березня 2011   | Чеське Будейовіце, Чехія        | Чехія – Ліхтенштейн           | 2 – 0   | Кваліфікація ЧЄ 2012 | 5  | 0            | 0  |
| 10 серпня 2011    | Москва, Росія                   | Росія – Сербія                | 1 – 0   | Товариський матч     | 3  | 0            | 0  |
| 2 вересня 2011    | Осло, Норвегія                  | Норвегія – Ісландія           | 1 – 0   | Кваліфікація ЧЄ 2012 | 4  | 0            | 0  |
| 11 вересня 2012   | Люцерн, Швейцарія               | Швейцарія – Албанія           | 2 – 0   | Кваліфікація ЧС 2014 | 5  | 0            | 0  |
| 22 березня 2013   | Хіхон, Іспанія                  | Іспанія – Фінляндія           | 1 – 1   | Кваліфікація ЧС 2014 | 3  | 0            | 0  |
| 15 жовтня 2013    | Глазго, Шотландія               | Шотландія – Хорватія          | 2 – 0   | Кваліфікація ЧС 2014 | 2  | 0            | 0  |
| 5 березня 2014    | Пірей, Греція                   | Греція – Південна Корея       | 0 – 2   | Товариський матч     | 2  | 0            | 0  |
| 13 жовтня 2014    | Аттард, Мальта                  | Мальта – Італія               | 0 – 1   | Кваліфікація ЧЄ 2016 | 2  | 0            | 2  |
| 28 березня 2015   | Брюссель, Бельгія               | Бельгія – Кіпр                | 5 – 0   | Кваліфікація ЧЄ 2016 | 0  | 0            | 0  |
| 31 березня 2015   | Ештуріл, Португалія             | Португалія – Кабо-Верде       | 0 – 2   | Товариський матч     | 2  | 0            | 1  |
| 4 вересня 2015    | Тбілісі, Грузія                 | Грузія – Шотландія            | 1 – 0   | Кваліфікація ЧЄ 2016 | 3  | 0            | 0  |
| 9 жовтня 2015     | Скоп'є, Північна Македонія      | Північна Македонія – Україна  | 0 – 2   | Кваліфікація ЧЄ 2016 | 4  | 0            | 0  |
| 12 червня 2016    | Ніцца, Франція                  | Польща – Північна Ірландія    | 1 – 0   | ЧЄ 2016              | 3  | 0            | 0  |
| 22 червня 2016    | Вільнев-д'Аск, Франція          | Італія – Ірландія             | 0 – 1   | ЧЄ 2016              | 6  | 0            | 0  |
| 6 вересня 2016    | Борисов, Білорусь               | Білорусь – Франція            | 0 – 0   | Кваліфікація ЧС 2018 | 2  | 0            | 0  |
| 8 жовтня 2016     | Гамбург, Німеччина              | Німеччина – Чехія             | 3 – 0   | Кваліфікація ЧС 2018 | 2  | 0            | 0  |
| 24 березня 2017   | Краснодар, Росія                | Росія – Кот-д'Івуар           | 1 – 2   | Товариський матч     | 3  | 0            | 0  |
| 2 вересня 2017    | Кардіфф, Уельс                  | Уельс - Австрія               | 1 – 0   | Кваліфікація ЧС 2018 | 3  | 0            | 0  |
| 9 листопада 2017  | Белфаст, Північна Ірландія      | Північна Ірландія - Швейцарія | 0 – 1   | Кваліфікація ЧС 2018 | 2  | 0            | 0  |
| 25 травня 2018    | Ель-Кувейт, Кувейт              | Кувейт - Єгипет               | 1 – 1   | Товариський матч     | 4  | 0            | 0  |
| 5 червня 2018     | Москва, Росія                   | Росія - Туреччина             | 1 – 1   | Товариський матч     | 5  | 0            | 0  |
| 11 червня 2018    | Брюссель, Бельгія               | Бельгія – Коста-Рика          | 4 – 1   | Товариський матч     | 1  | 0            | 0  |
| 19 листопада 2018 | Гельзенкірхен, Німеччина        | Німеччина – Нідерланди        | 2 – 2   | Ліга націй 2018/19   | 4  | 0            | 0  |
| 21 березня 2019   | Брюссель, Бельгія               | Бельгія – Росія               | 3 – 1   | Кваліфікація ЧЄ 2020 | 1  | 1            | 0  |
| 26 березня 2019   | Прага, Чехія                    | Чехія – Бразилія              | 1 – 3   | Товариський матч     | 2  | 0            | 0  |
| 9 червня 2019     | Гімарайнш, Португалія           | Швейцарія – Англія            | 0 – 0   | Ліга націй 2018/19   | 3  | 0            | 0  |
| 11 жовтня 2019    | Стамбул, Туреччина              | Туреччина – Албанія           | 1 – 0   | Кваліфікація ЧЄ 2020 | 8  | 0            | 0  |
| 19 листопада 2019 | Кардіфф, Уельс                  | Уельс – Угорщина              | 2 – 0   | Кваліфікація ЧЄ 2020 | 4  | 0            | 0  |
| 8 вересня 2020    | Сен-Дені, Франція               | Франція – Хорватія            | 4 – 2   | Ліга націй 2020/21   | 6  | 0            | 0  |
| 8 жовтня 2020     | Глазго, Шотландія               | Шотландія – Ізраїль           | 0 – 0   | Кваліфікація ЧЄ 2020 | 6  | 0            | 0  |
| 14 листопада 2020 | Лейпциг, Німеччина              | Німеччина – Україна           | 3 – 1   | Ліга націй 2020/21   | 2  | 0            | 0  |
| 30 березня 2021   | Кардіфф, Уельс                  | Уельс - Чехія                 | 1 – 0   | Кваліфікація ЧС 2022 | 4  | 1            | 1  |
| 14 червня 2021    | Санкт-Петербург, Росія          | Польща – Словаччина           | 1 – 2   | ЧЄ 2020              | 2  | 1            | 0  |
| 20 червня 2021    | Рим, Італія                     | Італія – Уельс                | 1 – 0   | ЧЄ 2020              | 3  | 0            | 1  |
| 1 вересня 2021    | Копенгаген, Данія               | Данія - Шотландія             | 2 – 0   | Кваліфікація ЧС 2022 | 1  | 0            | 0  |
| 11 жовтня 2021    | Осієк, Хорватія                 | Хорватія - Словаччина         | 2 – 2   | Кваліфікація ЧС 2022 | 5  | 0            | 0  |
| 12 листопада 2021 | Клагенфурт-ам-Вертерзе, Австрія | Австрія - Ізраїль             | 4 – 2   | Кваліфікація ЧС 2022 | 2  | 0            | 0  |